# Ann Cathrin Eriksen
Ann Cathrin Eriksen (født 9. september 1971 i Bodø) er en tidligere norsk håndboldspiller. Hun spillede for Byåsen. Hun spillede i 127 kampe og scorede 119 mål for Norges håndboldlandshold. Hun blev verdensmester i 1999 og Europamester i 1998. Hun har også en bronzemedalje fra Sommer-OL i 2000 i Sydney.